# Captorhinus

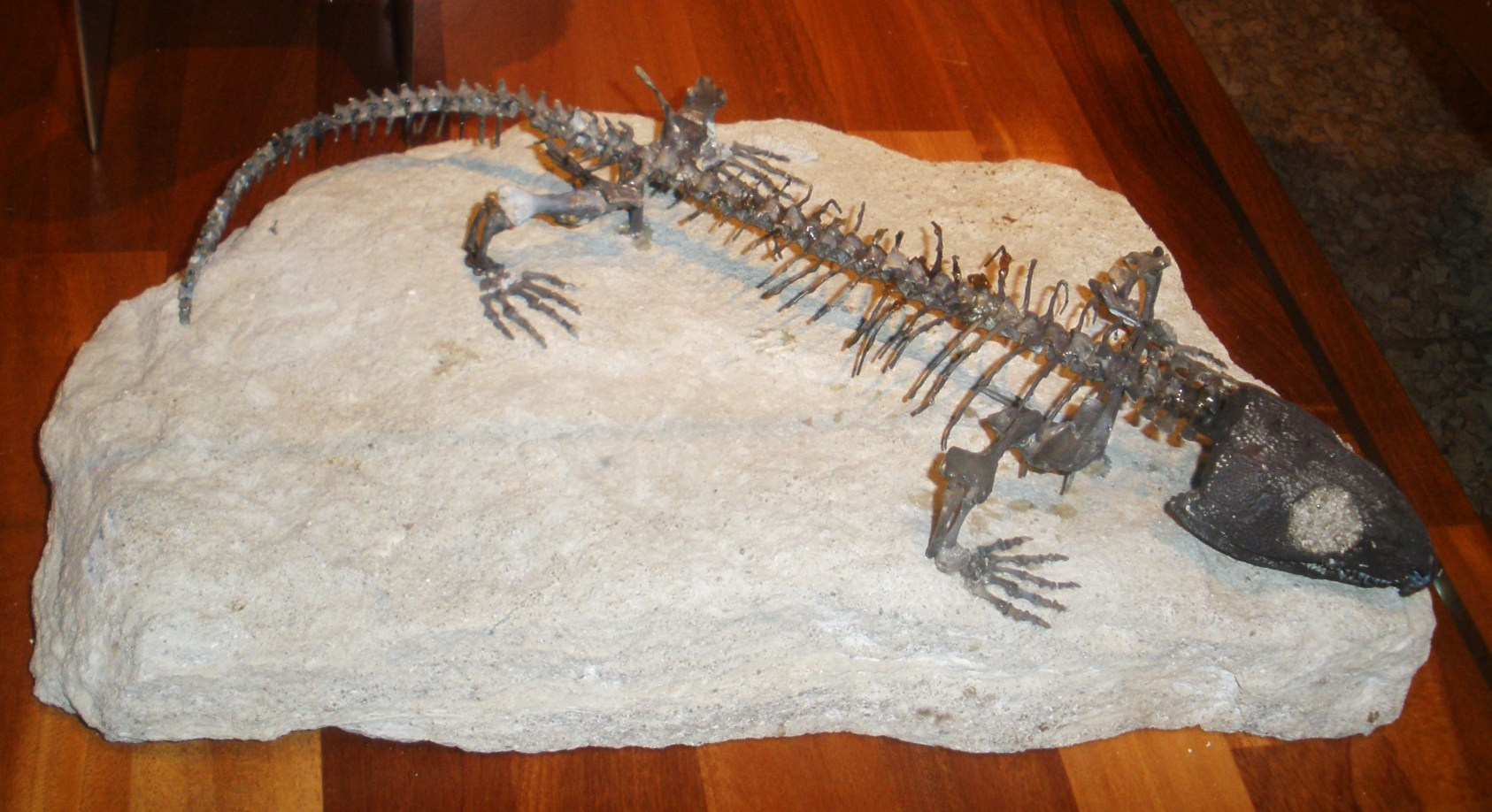
Captorhinus agutí esqueleto montado.

Captorhinus es un género extinto de captorrinido que vivió durante el Pérmico. Sus restos fueron hallados en América del Norte. Se han hallado restos también en África. Un espécimen inmaduro de Captorhinus fue llamado originalmente Bayloria y clasificado como miembro del grupo de sinápsidos Eothyrididae.

## Especies
- Captorhinus aguti (especie tipo). Sinónimos: C. isolomus, C. angusticeps, C. aduncus, Bayloria morei, Ectocynodon incisivus, Hypopnous squalidens, Paracaptorhinus neglectus.
- C. laticeps
- C. magnus

## Galería

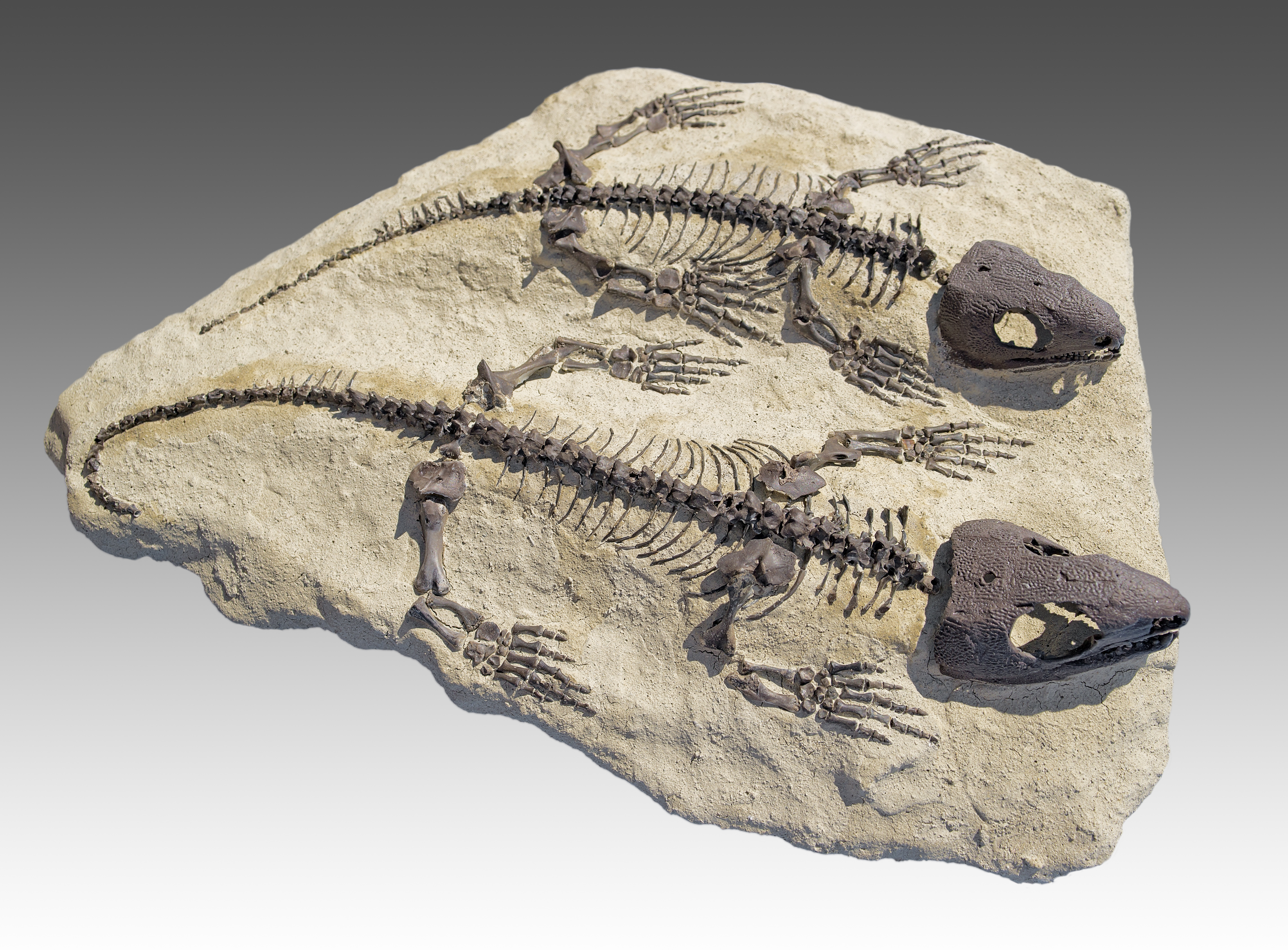
Captorhinus aguti, Cisuraliense (299-270 mya), Oklahoma, EUA
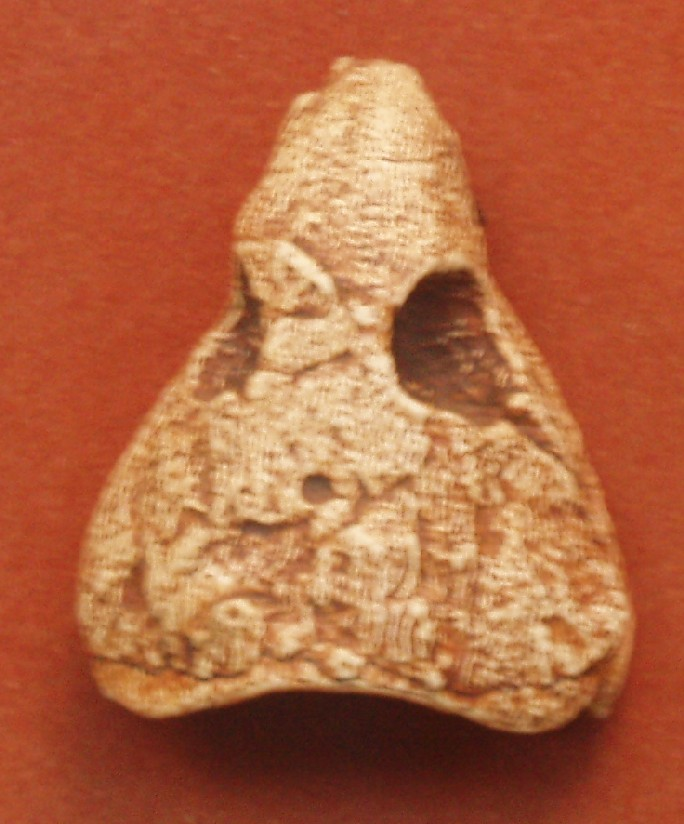
Cráneo de Captorhinus aguti